# 山県市立西武芸小学校
山県市立西武芸小学校（やまがたしりつ にしむげしょうがっこう）は、かつて岐阜県山県市岩佐に存在した公立小学校。
旧山県郡美山町（現・山県市）の小学校であり、かつての山県郡西武芸村が校区であった。
尚、写真は校舎ではなく山を切り開いたグラウンドの南部にあるプールである。

## 沿革
- 1873年（明治6年） - 武儀郡岩佐村に行文舎が設置される。
- 1874年（明治7年） - 行文義校に改称する。
- 1877年（明治10年） - 現在地に移転する。
- 1886年（明治19年） - 岩佐尋常小学校に改称する。
- 1889年（明治22年） - 岩佐村と中洞村が合併し、西武芸村になる。これにより東武芸尋常小学校（現・関市立武芸小学校）に通学していた中洞村の生徒が転入する。
- 1911年（明治44年） - 岩佐尋常高等小学校に改称する。
- 1941年（昭和16年） - 西武芸国民学校に改称する。
- 1947年（昭和22年） - 西武芸村立西武芸小学校に改称する。
- 1950年（昭和25年） - 西武芸村は、武儀郡から山県郡に移る。
- 1955年（昭和30年） - 西武芸村、北武芸村、富波村、谷合村、葛原村、北山村（以上、山県郡）と乾村（武儀郡）の7村が合併し、美山村となる。これにより美山村立西武芸小学校に改称する。
- 1964年（昭和39年） - 美山村が町制施行して美山町となる。これにともない美山町立西武芸小学校に改称する。
- 1973年（昭和48年） - 鉄筋コンクリート製校舎が新築される。
- 1977年（昭和52年） - 体育館が完成する。
- 1980年（昭和55年） - 特別教室が完成する。
- 2003年（平成15年） - 高富町、伊自良村、美山町が合併し、山県市となる。これにともない。山県市立西武芸小学校に改称する。
- 2010年（平成22年） - 西武芸小学校、富波小学校、乾小学校が統合され、山県市立美山小学校が新設される。所在地は旧・西武芸小学校であり、校舎は改修されて使用される。

## 交通機関
- 岐阜バス岐北線・板取線「岩佐」バス停下車、徒歩2分
JR岐阜駅バスターミナル（岐阜駅北）11番のりばより「谷合」「塩後」「山県高校前」「板取門原」「洞戸栗原」行き
名鉄岐阜のりば（名鉄岐阜駅西）4番のりばより「谷合」「塩後」「山県高校前」「板取門原」「洞戸栗原」行き